# Mina Weinstein-Evron

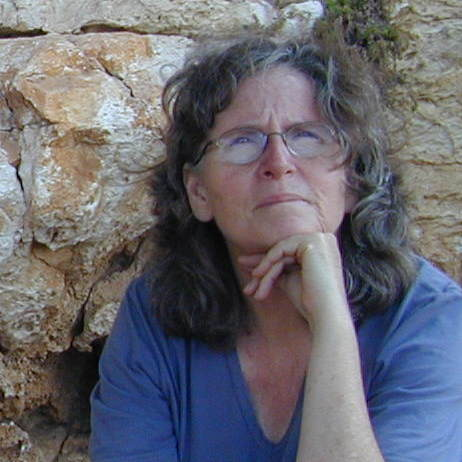
Mina Weinstein-Evron, 2002

Mina Weinstein-Evron (hebräisch מינה וינשטיין-עברון; geboren 1949) ist eine israelische Archäologin, Palynologin und Hochschullehrerin an der Universität Haifa.

## Leben
Ein Studium an der Bar-Ilan-Universität auf dem Gebiet Soziale Arbeit von 1969 bis 1972 schloss
Weinstein-Evron mit dem Bachelor ab.
In einem weiteren Studium der Archäologie von 1970 bis 1972 ebenda und 1972 bis 1974 an der Universität Tel Aviv erlangte sie einen Master für Palynologie und Urgeschichte.
Von 1976 bis 1982 promovierte sie dort mit einer Arbeit zum Thema The Palaeoecology of the Early Würm in the Hula Basin bei A. Horowitz und A. Ronen.
Weinstein-Evron wechselte 1976 an die Abteilung für Archäologie der Universität Haifa. Hier war sie Dozentin und nahm verschiedene administrative Aufgaben wahr. Sie lehrte auf den Gebieten Archäologie, Palynologie, Paläoökologie und Kulturgut.
Sie war viele Jahre Leiterin des Lehrerbildungs-Programms Ofakim und des Zinman-Instituts der Universität Haifa.
Von 2008 bis 2012 leitete sie die von ihr initiierte interdisziplinäre Gruppe Stätten der menschlichen Evolution auf dem Karmel. Diese Gruppe setzte sich erfolgreich für die Anerkennung der archäologischen Ausgrabungsstätten auf dem Karmel als UNESCO-Welterbe ein. Die Anerkennung wurde 2012 auf der Sankt Petersburger-Konferenz ausgesprochen.
Bis zu ihrer Emeritierung Ende 2017 leitete Weinstein-Evron das Institut für Archäologie der Universität Haifa.
2017 leitete und organisierte Weinstein-Evron zusammen mit Yossi Zaidner, Ofer Bar-Yosef, Erella Hovers und Ron Shimelmitz eine Tagung zum Thema The Lower to Middle Paleolithic boundary: A view from the Near East.

## Palyonologisches Labor
Weinstein-Evron leitet ein palynologisches Laboratorium in Haifa.
In diesem Laboratorium erforscht sie anhand von Pollenkörnern die urzeitliche Vegetation und Umwelt.
Sie untersucht Pollen vom Toten Meer, vom Chulasee, vom See Genezareth und aus der Dor-Lagune.
Auch Pollen aus den verschiedensten archäologischen Ausgrabungsstätten werden hier analysiert, so zum Beispiel Pollen von der Nahal Mahanayim Mündung ⊙, von Ohalo II ⊙, von der El-Wad-Höhle, von Atlit-Yam ⊙, vom Schiff Maʿagan Micha’el ⊙, vom Tel Rehov ⊙, von Hippos-Sussita ⊙, von Schiwta ⊙. Diese Untersuchungen ermöglichen die Rekonstruktion der kulturellen Entwicklung, der Lebensumstände, des menschlichen Einflusses auf die Umwelt, des urzeitlichen Klimawandels, der Veränderungen der Küstenlinie und des Landschaftsbildes, der produktiven menschlichen Tätigkeiten wie Olivenöl-Produktion, Weinherstellung und Honig-Produktion.

## Ausgrabungen
Weinstein-Evron nahm teils als Mitarbeiterin teils als Leiterin an vielen Ausgrabungen teil und wertete sie in ihren Veröffentlichungen aus.
- 1998, 2007, 2013: El-Wad-Höhle ⊙, spätes Epipaläolithikum, Natufien
- 1994: Jamal-Höhle ⊙, spätes Altpaläolithikum
- 2012, 2017: Misliya-Höhle ⊙, spätes Altpaläolithikum, frühes Mittelpaläolithikum[1]
- 2018: Tabun-Höhle ⊙, Mittelpaläolithikum
- 2018: Skhul-Höhle ⊙, Mittelpaläolithikum[2]

## Forschungsinteressen
Weinstein-Evron zeichnete sich durch eine multidisziplinäre Herangehensweise an ihre Forschungsthemen aus.
Sie untersuchte Zusammenhänge zwischen den Menschen und ihren Umgebungen.
Dazu betrachtete sie die altsteinzeitlichen und epipaläolithischen Ausgrabungsstätten des Karmels. Sie forschte detailliert auf dem Gebiet der Palynologie und zur Herkunft von Pigmenten und Basaltwerkzeugen. Sie beschäftigte sich auch mit der marinen Palynologie, der Fossilisation, der radiometrischen Datierung, der Kulturanthropologie und der urgeschichtlichen Kunst.

## Veröffentlichungen (Auswahl)
- Iris Groman-Yaroslavski, Yossi Zaidner, Weinstein-Evron Mina: Complexity and sophistication of Early Middle Paleolithic flint tools revealed through use-wear analysis of tools from Misliya Cave, Mount Carmel, Israel, 2021 in Journal of Human Evolution, doi:10.1016/j.jhevol.2021.102955
- Danny Rosenberg, Tatjana M. Gluhak, Daniel Kaufman, Reuven Yeshurun, Weinstein-Evron Mina: Exploring exchange and direct procurement strategies for Natufian food processing tools of el-Wad Terrace, Israel, 2021, Scientific Reports, doi:10.1038/s41598-021-88484-1
- Ehud Galili, Baruch Rosen, Mina Weinstein-Evron, Israel Hershkovitz, Vered Eshed, Liora Kolska Horwitz: Israel: Submerged Prehistoric Sites and Settlements on the Mediterranean Coastline—the Current State of the Art in The Archaeology of Europe’s Drowned Landscapes, Springer, Coastal Research Library Band 35, 2020, S. 443–484, ISBN 978-3-030-37367-2
- Weinstein-Evron Mina, Reuven Yeshurun, Hila Ashkenazy, Rivka Chasan, Danny Rosenberg, Noga Bachrach, Valentina Caracuta, Elisabetta Boaretto, Daniel Kaufman: After 80 Years – Deeper in the Natufian Layers of el-Wad Terrace, Mount Carmel, Israel, 2018
- Weinstein-Evron, M., Zaidner, Y., Tsatskin, A., Yeshurun, R., Israel Hershkovitz: Misliya cave, Mount Carmel, Israel, In: Enzel, Y., Bar-Yosef, O. (Eds.), The Quaternary of Israel: Environments, Climate Chance, and Humans. Chapter 25. Cambridge University Press, 2017.
- Weinstein-Evron Mina, Yossi Zaidner: The Acheulo-Yabrudian – Early Middle Paleolithic Sequence of Misliya Cave, Mount Carmel, Israel, 2017 in Human Paleontology and Prehistory, S. 187–201, doi:10.1007/978-3-319-46646-0_14
- Yossi Zaidner und Mina Weinstein-Evron: The end of the Lower Paleolithic in the Levant: The Acheulo-Yabrudian lithic technology at Misliya Cave, Israel, 2016 in Quaternary International, doi:10.1016/j.quaint.2015.12.080
- Jennifer Ramsay, Yotam Tepper, Weinstein-Evron Mina, Sophia Aharonovich: For the birds — An environmental archaeological analysis of Byzantine pigeon towers at Shivta (Negev Desert, Israel), Journal of Archaeological Science: Reports 9, doi:10.1016/j.jasrep.2016.08.009
- Weinstein-Evron, M.: The case of Mount Carmel: the levant and human evolution, future research in the framework of world heritage, In: Sanz, N. (Ed.), Human Origin Sites and the World Heritage Convention in Eurasia. World Heritage Papers 41, Volume I. United Nations Educational, Scientific and Cultural Organization, Paris, S. 72–92, 2015.
- Weinstein-Evron Mina, Silvia Chaim: Palynological investigations of 10th – early 9th centuries B.C.E. beehives from Tel Reḥov, Jordan Valley, northern Israel, Palynology 40, S. 1–19, doi:10.1080/01916122.2015.1115433, 2015
- Yeshurun, R., Bar-Oz, G., Kaufman, D., Weinstein-Evron, M.: Purpose, permanence and perception of 14,000-year-old architecture: contextual taphonomy of food refuse, Curr. Anthropol. 55, S. 591–618, 2014.
- Sophia Aharonovich, Gonen Sharon, Weinstein-Evron Mina: Palynological investigations at the Middle Palaeolithic site of Nahal Mahanayeem Outlet, Israel, 2014, Quaternary International 331, S. 149–166, doi:10.1016/j.quaint.2013.10.043
- Vialettes, L., Joron, J.-L., Reyss, J.-L., Weinstein-Evron, M.: Dating the lower to Middle paleolithic transition in the levant: a view from Misliya cave, Mount Carmel, Israel, J. Hum. Evol. 65, S. 585–593, 2013.
- Weinstein-Evron, M., Kaufman, D., Yeshurun, R.: Spatial organization of Natufian el-Wad through time: combining the results of past and present excavations, In: Bar-Yosef, O., Valla, F.R. (Eds.), Natufian Foragers in the Levant: Terminal Pleistocene Social Changes in Western Asia. International Monographs in Prehistory, Ann Arbor, S. 88–106, 2013.
- Weinstein-Evron, M., Kaufman, D., Rosenberg, D., Liberty-Shalev, R.: The Mount Carmel Cave as a world heritage site, In: Castillo, A. (Ed.), Proceedings of the 1st International Conference on Best Practices in World Heritage: Archaeology. University of Madrid, Madrid, S. 202–217, 2013.
- Weinstein-Evron, M., Tsatskin, A., Weiner, S., Shahack-Gross, R., Frumkin, A., Yeshurun, R., Zaidner, Y.: A window into early Middle paleolithic human occupational layers: Misliya cave, Mount Carmel, Israel, PaleoAnthropology 2012, S. 202–228, 2012.
- Weinstein-Evron, M., Yeshurun, R., Kaufman, D., Boaretto, E., Eckmeier, E.: New 14C dates for the early natufian of el-wad terrace, Mount Carmel, Israel, Radiocarbon 54, S. 813–822, 2012.
- Yossi Zaidner und Mina Weinstein-Evron: Making a point: the Early Middle Palaeolithic tool assemblage of Misliya Cave, Mount Carmel, Israel. In: Before Farming. Band 2012, Nr. 4, 2012, S. 1–23, doi:10.3828/bfarm.2012.4.1
- Weinstein-Evron, M.: Archaeology in the Archives: Unveiling the Natufian Culture of Mount Carmel, In: ASPR Monograph Series. Brill, Boston, 2009.
- Mina Weinstein-Evron: Archaeology in the Archives: Unveiling the Natufian Culture of Mount Carmel, BRILL ACADEMIC PUB, 2008, ISBN 978-90-04-16794-0
- Weinstein-Evron, M., Kaufman, D., Bachrach, N., Bar-Oz, G., Bar-Yosef Mayer, D.E., Chaim, S., Druck, D., Groman-Yaroslavski, I., Hershkovitz, I., Liber, N., Rosenberg, D., Tsatskin, A., Weissbrod, L.: After 70 years: new excavations at the el-wad terrace, Mount Carmel, Israel, J. Israel Prehis. Soc. 37, S. 37–134, 2007.
- Weissbrod, L., Dayan, T., Kaufman, D., Weinstein-Evron, M.: Micromammal taphonomy of el-Wad Terrace: distinguishing cultural from natural depositional agents in the late Natufian, J. Archaeol. Sci. 32, S. 1–17, 2005.
- Simcha Lev-Yadun, Mina Weinstein-Evron: Modeling the Influence of Wood Use by the Natufians of El-Wad in the Forest of Mount Carmel, 2005
- Yossi Zaidner, Dotan Druck, M. Nadler, Weinstein-Evron Mina: The Acheulo-Yabrudian of Jamal Cave, Mount Carmel, Israel, 2005
- Weinstein-Evron, M., Kaufman, D., Bird-David, N.: Rolling stones: basalt implements as evidence for trade/exchange in the Levantine Epipaleolithic, J. Israel Prehis. Soc. 31, S. 25–42, 2001.
- Avraham Ronen (Autor), Mina Weinstein-Evron: Toward Modern Humans: The Yabrudian and Micoquian 400-50 K-years Ago, BAR Publishing, 2000, ISBN 978-1-84171-056-3
- Weinstein-Evron, M., Lang, B., Ilani, S.: Natufian trade/exchange in basalt implements: evidence from northern Israel, Archaeometry 41, S. 267–273, 1999.
- Weinstein-Evron, M.: Early Natufian El-Wad Revisited, ERAUL 77, Liege, 1998.
- Mina Weinstein-Evron: Early Natufian el-Wad Revisited in Etudes et Recherches Archeologiques de l’Universite de Liege (ERAUL) 77, 1998.
- Weinstein-Evron, M., Ilani, S.: Provenance of ochre in the Natufian layers of elWad Cave, Mt, Carmel, Israel. J. Archaeol. Sci. 21, S. 461–467, 1994.
- Weinstein-Evron, M., Tsatskin, A.: The jamal cave is not empty: recent excavations in the Mount Carmel caves, Israel, Paleorient 20 (2), S. 119–128, 1994.
- Weinstein-Evron, M.: Biases in archaeological pollen assemblages: case studies from Israel, AASP Contributions Series 29, S. 193–205, 1994.
- Weinstein-Evron, M., Anna Belfer-Cohen: Natufian figurines from the new excavations of the el-Wad Cave, Mount Carmel, Israel, Rock Art Res. 10, S. 102–106, 1993.
- Weinstein-Evron, M.: The paleoecology of the early Würm in the Hula Basin, Israel, Paleorient 9 (1), S. 5–19, 1983.

### YouTube-Videos
- Archaeologists Have Discovered The Oldest Human Fossil Ever Found Outside Africa, 2019 Mislija-Höhle, Weinstein-Evron und Israel Hershkovitz
- Mina Weinstein Evron – Early Middle Paleolithic Misliya Cave, 2019
- Holy Land Uncovered: Jawbone Fossil Unearthed in Israel, 2018